# Tranquilo Cappozzo

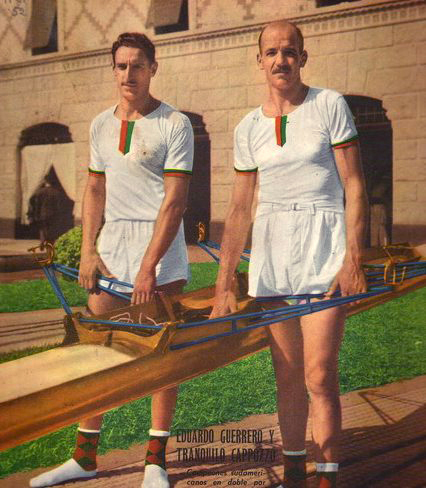
Guerrero und Cappozzo 1952

Tranquilo Cappozzo oder Tranquilo Capozzo (* 25. Januar 1918 in den Vereinigten Staaten; † 14. Mai 2003 in Valle Hermoso, Provinz Córdoba) war ein argentinischer Ruderer.
Cappozzo wuchs in den Vereinigten Staaten auf und kam im Alter von 18 Jahren nach Argentinien. Bei den Olympischen Spielen 1948 trat er im Einer an; er schied im Halbfinale gegen den späteren Bronzemedaillengewinner Romolo Catasta aus Italien aus.
1952 traute ihm der Verband aus Altersgründen keinen Einzelstart mehr zu, bot aber einen Start im Doppelzweier mit Eduardo Guerrero an. Cappozzo lehnte zunächst ab, da Guerrero zu undiszipliniert sei, lenkte aber letztlich ein. Die beiden Argentinier siegten bei den Olympischen Spielen 1952 vor den Booten aus der Sowjetunion und aus Uruguay. Die Goldmedaille für die beiden Ruderer war nicht nur die einzige olympische Goldmedaille für Argentinien bei den Olympischen Spielen 1952 und die einzige Goldmedaille im Rudern für Argentinien bei Olympischen Spielen überhaupt, es blieb auch der letzte Olympiasieg für argentinische Sportler bis 2004, dem Jahr nach Cappozzos Tod.